# Metaweb
Metaweb Technologies, Inc. — американська компанія з Сан-Франциско яка розробила Freebase. Заснована Денні Гіллісом в липні 2005, і працювала у непублічному режимі до 2007 року. Metaweb був придбаний компанією Google у липні 2010. Хоча Metaweb більше не існує як окрема корпорація, Freebase та пов'язаний з нею вебсайт freebase.com [Архівовано 28 лютого 2010 у Wayback Machine.] продовжують працювати під ліцензією СС-BY встановленою Metaweb.

## Фінансування
14 березня 2006 Metaweb отримав 15 мільйонів доларів фінансування. Інвесторами були: Benchmark Capital, Millennium Technology Ventures, та Omidyar Network. Кевін Харві з Benchmark Capital є членом ради директорів Metaweb. 15 вересня 2008 Metaweb анонсував другий раунд на фінансування на суму у 42,5 мільйони доларів, який проводиться Goldman Sachs and Benchmark Capital.

## Придбання
16 липня, 2010 Google придбав Metaweb за невідому суму.

## Зноски
1. ↑  Metaweb announces hiring of Thomas Layton, CEO. Архів оригіналу за 20 лютого 2008. Процитовано 21 червня 2011. [Архівовано 2008-02-20 у Wayback Machine.]
2. ↑  Metaweb joins Google (Пресреліз). Metaweb. 16 липня 2010. Архів оригіналу за 30 травня 2012. Процитовано 16 липня 2010.
3. ↑  Metaweb Technologies, Inc. Receives $15 Million of Financing From Benchmark Capital, Millennium Technology Ventures and Omidyar Network (Пресреліз). Benchmark Capital. 13 березня 2006. Архів оригіналу за 29 вересня 2007. Процитовано 9 березня 2007.
4. ↑  Metaweb Raises $42.5 Million led by Goldman Sachs and Benchmark Capital [Архівовано 4 березня 2008 у Wayback Machine.] (прес-реліз компанії)
5. ↑  Deeper Understanding with Metaweb [Архівовано 18 липня 2010 у Wayback Machine.] (прес-реліз компанії Google)